# قصر بني غدير
قصر بني غدير هو قصر في تونس يقع في ولاية تطاوين وبالتحديد في مدينة غمراسن.

## موقع
القصر، ذو الشكل المثلث (100 × 60 × 75 مترًا)، يقع على تلة محاطة بالحقول والبساتين الزيتونية. وتوجد معصرة زيتون وكهوف بالقرب منه.

## تاريخ
القصر تأسس في عام 1880  حسب تقديرات كمال العروسي.

## تركيبة المبنى
يحتوي القصر على 42 غرفة موزعة على طابق واحد. المجمع محفوظ وهو في حالة جيدة لأنه تم استخدامه لتصوير مسلسل "ماطوس" من إخراج حمادي عرافة، على الرغم من أن ترميم داخل الغرفات لم يتم بشكل أصيل.

## فهرس
- Hédi Ben Ouezdou (2001). Découvrir la Tunisie du Sud, de Matmata à Tataouine (بالفرنسية). Tunis: Hédi Ben Ouezdou. p. 78. ISBN:978-9-973-31853-4..
- André Louis (1975). Tunisie du sud (بالفرنسية). Paris: Éditions du Centre national de la recherche scientifique. p. 370. ISBN:978-2-222-01642-7..
- Herbert Popp; Abdelfettah Kassah (2010). Les ksour du Sud tunisien (بالفرنسية). Bayreuth: Naturwissenschaftliche Gesellschaft Bayreuth. p. 400. ISBN:978-3-939-14604-9..